# Fuga à Meia-Noite
Fuga à Meia-Noite (Midnight Run) é um filme americano de ação/comédia lançado em 1988, estrelado por Robert De Niro, e produzido e dirigido por Martin Brest.

## Sinopse
Jack Walsh (Robert De Niro) é um ex-tira que aceitou levar de Nova York a Los Angeles um contador acusado de fraude, chamado Jonathan "The Duke" Mardukas (Charles Grodin). O que ele não sabia é que esse homem havia tapeado mafiosos muito poderosos e que agora ambos terão de enfrentar muitas dificuldades para salvar suas vidas.

## Elenco
- Robert De Niro — Jack Walsh
- Charles Grodin — Jonathan Mardukas
- Yaphet Kotto — Agente do FBI Alonzo Mosely
- John Ashton — Marvin Dorfler
- Dennis Farina — Jimmy Serrano
- Joe Pantoliano — Eddie Moscone
- Thomas J. Hageboeck — Sargento Gooch